# Jaritas, Jalisco
Jaritas är en ort i Mexiko.   Den ligger i kommunen Lagos de Moreno och delstaten Jalisco, i den centrala delen av landet, 400 km nordväst om huvudstaden Mexico City. Jaritas ligger 1 853 meter över havet och antalet invånare är 365.
Terrängen runt Jaritas är platt österut, men västerut är den kuperad. Runt Jaritas är det ganska glesbefolkat, med 48 invånare per kvadratkilometer. Närmaste större samhälle är Lagos de Moreno, 8,0 km nordost om Jaritas. I omgivningarna runt Jaritas växer huvudsakligen savannskog.